# Hypoestes mangokiensis
Hypoestes mangokiensis är en akantusväxtart som beskrevs av Raymond Benoist. Hypoestes mangokiensis ingår i släktet Hypoestes och familjen akantusväxter. Inga underarter finns listade i Catalogue of Life.